# Запис Стевановића крушка (Доње Штипље)
Запис Стевановића крушка (Доње Штипље) се налази на парцели чији је власник Стевановић Вера.

## Локација
| Општина             | Јагодина                                                                    |
| Катастарска општина | Доње Штипље                                                                 |
| Потес               | Дрењар                                                                      |
| Координате          | 44° 01′ 09″ С; 21° 10′ 00″ И / 44.019199999999998° С; 21.166599999999999° И |
| Надморска висина    | 340m                                                                        |

## Карактеристике
Дендрометријске вредности утврђене на терену и сателитским снимцима:
| Стабло                     | Крушка |
| Висина стабла              | m      |
| Обим дебла                 | m      |
| Пречник крошње             | 7m     |
| Пречник дебла              | m      |
| Висина дебла до прве гране | m      |

## База записа
Запис је у оквиру Викимедија пројекта "Запис - Свето дрво" заведен под редним бројем 0261.